# アブラハム・レオン
アブラハム・レオン(Abraham Leon、1918年-1944年) ベルギーのマルクス主義者、トロツキスト、ホロコースト犠牲者である。

## 生涯
ポーランドのワルシャワに生まれる。小学校に入った年にシオニズムの影響を受けていた父は一家を連れてパレスティナに移住したが一年後にもどってくる。最終的には1928年にベルギーのブリュッセルへ移住した。ユダヤ人・外国人として周囲の環境に違和感を覚えていたアブラハムは、ハホメル・ハザイル（社会主義青年同盟）に加盟し、ブリュッセル支部・ベルギー本部で頭角をあらわす。家庭の事情で勉学を中断し労働者として各地を転々とし、1936年の夏から第4インターナショナルを支持するベルギー社会革命党の創設者ヴァルター・ドージュの演説会に参加してからは、トロツキーの路線に影響を受けるようになる。
1940年5月、ヒトラーの軍隊がベルギーに侵入した時期に「ユダヤ人問題に関するテーゼ」をまとめ、ハホメルに提出し批判を仰いだ。その後20人ほどの仲間とともにハホメルの組織を離れ、トロツキー主義に関する研究会を始めた。ベルギー社会革命党は壊滅状態にあったが、1940年8月20日のトロツキー暗殺を受けて、アブラハムは非合法にトロツキストを結集するためのビラ第1号を書いてブリュッセルの党支部の幹部と連絡を取り、秘密組織としての活動方針を決定した。非合法雑誌『レーニンの道』を発行し、1941年7月には再建した党の第1回中央委員会が開かれた。1942年8月にアブラハムの党とフランスのトロツキスト指導部の代表が連絡会議を行う。1944年2月い予定されていた第4インターナショナルのヨーロッパ会議を準備し、同時に鉱山労働者による非合法組織の結成に協力するためにシャルルロワ地区に引っ越した日に、偶然現れたドイツ軍の憲兵に逮捕・投獄された。道路建設部隊で働かされて病気になりアウシュヴィッツへ移送され、処刑される。

## ユダヤ人の歴史家
アブラハム・レオンは、ユダヤ国家再建主義者として出発して、その後マルクス主義者となり、シオニストたちの考えに疑問を持つようになる。党の激務の中で、かつての自分の信奉した思想を批判するために書かれたのが、唯一の主著『ユダヤ人と資本主義　La cocepution matérialiste de la Question Juive』である。その骨子は、マルクスが『ユダヤ人問題によせて』で提出した、ユダヤ人問題の解決は新しい国家をつくることではなく、社会主義を実現し資本主義が体現するユダヤ性を解消することにある、というテーゼを引き継いでいる。レオンはトロツキー、アイザック・ドイッチャーなどと共通して抱いていた見解に歴史的な裏付けを与え、さらにはユダヤ国家再建が国境を越えた労働者同士の連帯にとって障害となるという実践的な結論を得ようとした、といえる。「ユダヤ的本質」が形成された封建社会を詳しく分析し、ユダヤ人が不動産を放棄し金融業に職業を特化し、ユダヤ共同体が「民族階級」としてヨーロッパで経済的役割を果たすようになる過程を明らかにした。
レオンの著書で引用された著者として、ヴェルナー・ゾンバルト、フュステル・ド・クーランジュ、オットー・バウアー、テオドール・モムゼン、ルヨ・ブレンターノ、マックス・ヴェーバー、カール・カウツキー、アンリ・ピレンヌ、ハインリッヒ・クノー、ミハイル・ロストフツェフなどが挙げられる。